# 81 Ceti b
81 Ceti b est une planète en orbite autour de l'étoile 81 Ceti, dans la constellation de la Baleine.